# Telluroperite
La telluroperite è un minerale, un tellururo appartenente al gruppo della nadorite, scoperto sulla Otto Mountain nei pressi di Baker nella contea di San Bernardino in California e approvato dall'Associazione Mineralogica Internazionale (IMA) nel 2009. Il nome è stato attribuito in relazione alla similitudine con la perite.
La telluroperite è isostrutturale con la perite e la nadorite.

## Morfologia
La telluroperite è stata scoperta sotto forma di piccoli cristalli tabulari quadrati arrotondati e scaglie.

## Origine e giacitura
La telluroperite è stata trovata all'interno di fratture ed in piccole geodi nelle brecce di quarzo. È associata con acantite, caledonite, cerussite, clorargirite, galena goethite e linarite. Il minerale si è formato probabilmente per ossidazione parziale dei solfuri (per esempio la galena) e dei tellururi (come l'hessite) preesistenti durante o dopo la brecciazione delle vene di quarzo.

## Sintesi della telluroperite
Nel 2003 questo minerale è stato ottenuto artificialmente unendo Pb3O2Cl2 a TeO2 e riscaldandoli alla temperatura di 575 °C per un giorno, il risultato è stato una polvere di colore bianco sporco. La telluroperite naturale quasi sicuramente si è formata a temperatura ambiente.